# Pasquale Culotta
Pasquale Culotta (Cefalù, 30 luglio 1939 – Lioni, 9 novembre 2006) è stato un architetto italiano.

## Biografia
Tra la fine degli anni cinquanta e la prima metà degli anni sessanta si interessa di questioni sociali, politiche e urbanistiche, che sfoceranno, nel 1963, nella copertura di una carica assessoriale al Comune di Cefalù.
Nel 1964, da assessore all'Urbanistica, incaricherà Giuseppe Samonà per la redazione del Piano Regolatore Generale di Cefalù.
Non ancora laureato, cementa il sodalizio con l'amico Giuseppe Leone e apre, sempre a Cefalù, lo Studio Associato di Architettura. Si laurea in architettura all'Università di Palermo nel 1965. L'amicizia con Edoardo Caracciolo, maturata da studente all'interno dell'Università, lo porta a contatto con le questioni più impellenti del rinnovamento culturale e sociale del momento, e gli fa conoscere e frequentare Carlo Doglio e Danilo Dolci, e le loro esperienze di pianificazione "dal basso".
La rottura dell'isolamento culturale che queste ed altre esperienze inducono nella Sicilia di quegli anni - v. p. es. quella del "Villaggio Monte degli Ulivi" di Tullio Vinay a Riesi (CL), che egli visita più volte con Doglio - e in seguito, mentore Doglio, la visione di E. F. Schumacher proposta in Small Is Beautiful (1973) costituiscono per Culotta le prime tappe della costruzione di un orizzonte culturale originale, sempre attentamente bilanciato tra la dimensione locale e quella globale, e consapevole del fatto che l'architettura non è mondo autonomo e separato, ma espressione dell'uomo strettamente intrecciata con ogni aspetto della vita.
Interessato ad ampliare il raggio delle proprie curiosità, nei primi anni settanta collabora ai corsi di composizione architettonica di Gino Pollini a Palermo, contemporaneamente stabilendo con Vittorio Gregotti, anch'egli docente in quella università, una forte relazione di attenzione e di studio. Vanno ricordate, come primi frutti dell'apprendistato culturale e scientifico, le esperienze di didattica e progetto presso i centri minori siciliani (Gratteri, Aliminusa, Sclafani Bagni, per fare qualche esempio) che condurranno nel 1996 al Simposio "Architettura per il terzo Millennio" a Geraci Siculo.
Dal 1986 è stato professore ordinario di Progettazione Architettonica presso la Facoltà di Architettura dell'Università di Palermo, di cui è stato preside dal 1989 al 1996. Nel 1986 è chiamato dalla Triennale di Milano per la definizione dei progetti su "L'architettura della circonvallazione di Palermo" per la XVII edizione della Mostra (1986-87), che diventerà uno dei temi fondativi delle sue successive proposte per Palermo, tra le quali notevole è anche quella per la sistemazione della costa e degli approdi.
Nel 1996 ottiene con Giuseppe Leone il Premio Nazionale "Luigi Cosenza". Nel 1999 viene nominato Accademico di San Luca.
La sua attività editoriale spazia dalla direzione di giornali d'architettura (In Architettura), alla “invenzione” di case editrici (Medina), alla collaborazione con alcune delle più grandi testate italiane (Area, D'Architettura). Tra i suoi progetti e realizzazioni, la nuova Facoltà di Architettura di Palermo (con Giuseppe Laudicina, Giuseppe Leone, Tilde Marra) e i tanti interventi a Cefalù (la ristrutturazione del Municipio, l'ex Convento di S. Domenico, e, tra gli altri, i percorsi del Fronte a mare). Recentemente lo studio Culotta & Leone, dopo l'uscita di Leone, aveva assunto la ragione sociale Culotta Associati e in questa veste aveva partecipato a numerosi concorsi di progettazione: tra quelli vinti (e in corso di definizione) vanno ricordati il progetto per la valorizzazione di alcune aree e luoghi pubblici a Benevento e quello per un centro polifunzionale a Isernia. In quest'ultimo lavoro Culotta sperimenta una fusione linguistica che lega alcuni modi espressivi delle ricerche europee contemporanee con una spazialità arcaica di radice mediterranea. La novità della ricerca resta tuttavia interrotta per la morte dell'autore, nel 2006.

## Opere
- 1972 - Casa Salem, Cefalù (PA)
- 1973 - Edificio EGV in Via Palestra, Cefalù (PA)
- 1976 - Casa Di Paola, Cefalù (PA)
- 1977 - Casa Rosa EGV, Cefalù (PA)
- 1979 - Quartiere Porrazzi IACP, Palermo
- 1979 - EGV Center, Cefalù (PA)
- 1980 - Edificio Miccichè, Cefalù (PA)
- 1981/94 - Restauro e ristrutturazione del Municipio, Cefalù (PA)
- 1981/99 - Progetto di ristrutturazione del Museo Mandralisca, Cefalù (PA)
- 1983 - Case Cerami, Cefalù (PA)
- 1984 - Edificio Bonaccorso, Enna
- 1984 - Restauro ed ampliamento del Teatro Comunale Ingrassia, Caltagirone (CT)
- 1984 - Parcheggio comunale nel Centro Storico, Palermo
- 1987/88 - Restauro del Fronte a mare tra Capo Marchiafava e Via Pierre, Cefalù (PA)
- 1987/88 - Restauro del Fronte a mare tra il Molo e 5. Antonio, Cefalù (PA)
- 1988 - Autostazione in Via Galileo Galilei, Palermo
- 1988 - Casa Finocchiaro, Monreale (PA)
- 1988/99 - Restauro dell'ex Convento di S. Domenico, Cefalù (PA)
- 1989/92 - Restauro del Castello, Agira (EN)
- 1989/94 - Restauro e rifunzionalizzazione di Palazzo Sergio a Museo Civico della ceramica, Santo Stefano di Camastra (ME)
- 1989/99 - Restauro del Palazzo Branciforte, Raccuja (ME)
- 1990/92 - Riconfigurazione della Piazza Umberto I e delle vie adiacenti, Ustica (PA)
- 1991/99 - Restauro di Porta Pescara, Cefalù (PA)
- 1995 - Recupero della Piazza Matteotti, Santa Margherita Belice (AG)
- 1998/99 - Parco Urbano sul fronte nord del Centro Storico, Santo Stefano di Camastra (ME)
- 1999/00 - Ristrutturazione ed Ampliamento dell'ex Cinema - Arena Glauco, Santo Stefano di Camastra (ME)
- 1999/00 - Adeguamento dell'area presbiteriale del Duomo, Piazza Armerina (EN)
- 1999/00 - Parco urbano, Andria (LE)
- 2000 - Abitazioni, centro civico e giardino pubblico, Palma di Montechiaro (AG)
- 2004 -Restauro del Tempio-duomo, Pozzuoli (NA)
- 2004 - Riqualificazione dell'ambito 'darsena', Milano
- 2005 - Progetto per la "Città dell'arte", Reggio Calabria
- 2005 - Riqualificazione degli spazi del centro storico, Benevento
- 2005 - Nuovo Auditorium, Isernia
- 2005 - Concorso di idee per il nuovo complesso parrocchiale dedicato a "S. Carlo Borromeo" - Roma - con Sebastiano Raimondo e Ladina Danuser

## Il Premio Internazionale di Architettura
Il Premio Internazionale di Architettura “Pasquale Culotta, all'opera prima e alla committenza” nasce dalla volontà di premiare l'opera prima costruita in Sicilia su progetto di architetti ma anche di premiare i committenti delle opere realizzate in Sicilia su progetto di architetti, cercando di rafforzare il più possibile lo stretto legame che esiste tra queste due figure, la committenza e l'architetto.
Il Premio Internazionale di Architettura “Pasquale Culotta, all'opera prima e alla committenza” è ideato e promosso dalla Consulta Regionale degli Ordini degli Architetti, P.P.C. della Sicilia in collaborazione con l'Ordine degli Architetti, P.P.C. della provincia di Palermo in occasione del VII Congresso Nazionale degli Architetti, P.P.C per commemorare la scomparsa del Prof. Arch. Pasquale Culotta.
| Controllo di autorità | VIAF (EN) 23627204 · ISNI (EN) 0000 0001 1439 6294 · SBN CFIV020241 · ULAN (EN) 500091789 · LCCN (EN) n86120452 · GND (DE) 128617594 · BNF (FR) cb11513032q (data) |